# Vásárhelyi Pál (vízépítő mérnök)

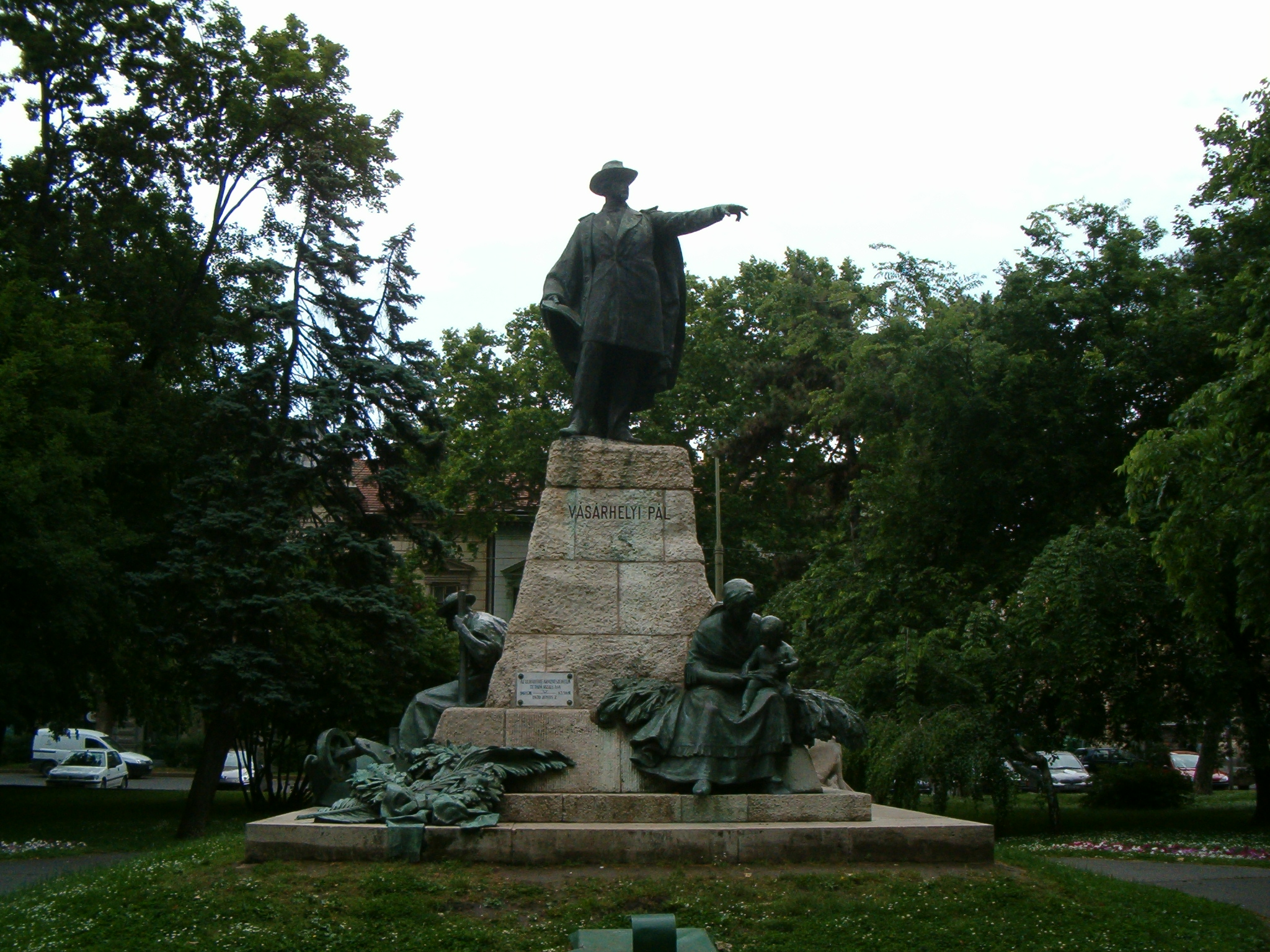
szobra Szegeden (Mátrai Lajos, ifj. alkotása)

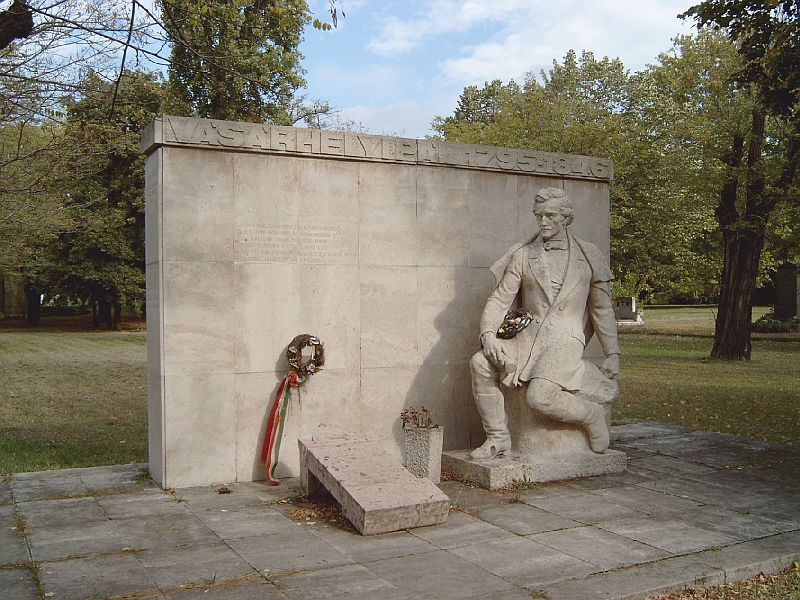
Vásárhelyi Pál síremléke Budapesten. Kerepesi temető: 10/2-sziget. Zilahi István műve.

Vásárhelyi Pál (Szepesolaszi, 1795. március 25. – Pest, 1846. április 8.) magyar vízépítő mérnök, a Tisza szabályozásának mérnöke, a Magyar Tudományos Akadémia tagja.

## Élete
Édesapja Vásárhelyi Mátyás evangélikus kántortanító volt, édesanyja Téglásy-Bekk Mária. Az elemi iskolát szülőfalujában, az algimnáziumot Miskolcon fejezte be. Eperjesen filozófiát tanult, és itt döntötte el, hogy mérnök lesz. A pesti tudományegyetem mérnöki karán 1816-ban diplomázott. 1829-ben rábízták a Duna terep- és vízviszonyainak felvételét. 1835-ben a Magyar Tudományos Akadémia levelező tagjává, 1838-ban rendes tagjává választották.
1837-ben a legveszélyesebb sziklazátonyok kirobbantásával befejeződött a vaskapui víziút építése a Dunán, amelynek tervezésében és kivitelezésében is oroszlánrésze volt. Tervei alapján elkészült a Fertőt lecsapoló csatorna, amely a Hanságon biztosította a gazdálkodást.
1846-ban a Tisza szabályozásának tervét két változatban is elkészítette, de többre már nem futotta az erejéből, mert április 8-án a Tiszavölgyi Társulat ülésén a pesti Károlyi-palotában szívroham végzett vele. A Tisza szabályozása csak részben készült el az ő tervei alapján. A folyó szabályozását végül Pietro Paleocapa velencei műszaki igazgató módosításaival valósították meg.

## Főbb művei
- Introductio in praxim triangulationis (Pest, 1827);
- A buda pesti állóhíd tárgyában (Pest, 1838);
- Néhány figyelmeztető szó a vaskapui ügyben (Pest, 1838);
- A sebesség fokozatáról folyóvizeknél, felvilágosítva egy a Dunán mért keresztmetszés és abban talált sebességék által. (A Magyar Tudós Társaság Évkönyve, 1845).

## Művek róla
- Vörösmarty Mihály: Vásárhelyi Pál sírkövére;
- Garay János: Vásárhelyi Pál emlékére (versek);
- Horváth Árpád: A reformkor mérnöke (regény, Budapest, 1956).

## Kapcsolódó szócikk
- A Magyar Tudományos Akadémia tagjainak listája (A–F)